# Capriccio (opera)
 For alternative betydninger, se Capriccio. (Se også artikler, som begynder med Capriccio)
Capriccio er Richard Strauss' sidste opera. Den har undertitlen "Et samtalestykke i musik" og fik premiere på Nationaltheater i München den 28. oktober 1942. Clemens Krauss og Strauss selv skrev den tyske libretto med udgangspunkt i Stefan Zweigs arbejde og senere Joseph Gregors arbejde på værket. Det meste af den endelige version af librettoen skyldes Krauss.

## Roller
| Rolle                    | Stemmetype                | Originalbesætning, 28. oktober 1942 (Dirigent: Clemens Krauss) |
| ------------------------ | ------------------------- | -------------------------------------------------------------- |
| Grevinden                | Sopran                    | Viorica Ursuleac                                               |
| Clairon, en skuespiller  | Alt                       | Hildegard Ranczak                                              |
| Flamand, en musiker      | Tenor                     | Horst Taubmann                                                 |
| Olivier, en digter       | Baryton                   | Hans Hotter                                                    |
| Greven, grevindens bror  | Baryton                   | Walter Höfermeyer                                              |
| La Roche, teaterdirektør | Bas                       | Georg Hann                                                     |
| Monsieur Taupe           | Tenor                     | Karl Seydel                                                    |
| Italienske sangere       | Sopran, tenor             | Irma Beilke, Franz Klarwein                                    |
| Major-Domo               | Bas                       | Georg Wieter                                                   |
| Otte tjenere             | Fire tenorer, fire basser |                                                                |
| Tre musikere             | Violin, cello, cembalo    |                                                                |

## Synopsis
På grevinde Madeleines slot er en generalprøve på Flamands nykomponerede sekstet i gang. Olivier og Flamand debatterer fordelene ved hhv. musik og dramatisk digtekunst. Teaterdirektøren La Roche vågner fra sin lur, og fortæller dem, at uden impresarioer var deres arbejde intet. Olivier har skrevet et nyt stykke til grevindens fødselsdag næste dag, og de går i gang med generalprøven. 
Grevinden og hendes bror, greven, diskuterer deres respektive bejlere. Greven driller sin søster med, at hendes kærlighed til musik er ligesom Flamands opmærksomhed. Til gengæld fortæller hun sin bror, at hans kærlighed til ord svarer til hans tiltrækning til skuespillerinden Clairon. Greven har en forkærlighed for korte affærer, mens grevinden ønsker langvarig kærlighed. Hun kan imidlertid ikke vælge mellem Flamand og Olivier. Clairon ankommer, og hun og Greven læser en scene fra Oliviers skuespil, der kulminerer i en kærlighedssonet. De tager af sted til generalprøven i teatret. 
Olivier fortæller grevinden, at sonetten er skrevet til hende. Flamand har sat sonetten i musik og synger den, hvilket Olivier finder frastødende. Olivier bliver bedt om at forkorte skuespillet. Flamand erklærer sin kærlighed til grevinden. Hun beder ham om at møde hende i biblioteket næste morgen, hvor hun vil kundgøre sit valg. Der bliver serveret forfriskninger, og dansere og sangere underholder gæsterne. La Roche beskriver fødselsdagsunderholdningens to dele, "Pallas Athenes fødsel" efterfulgt af "Karthagos fald". Gæsterne spotter ham, men La Roche forsvarer sin tro på teatret. Efter at han har udfordret Flamand og Olivier til at skabe nye mesterværker, beder grevinden dem samarbejde om en opera. Greven foreslår samme eftermiddags begivenheder som tema.
Greven og Clairon tager til Paris med teatertruppen. I sidste scene erfarer grevinden, under månens skin, at både Olivier og Flamand vil møde hende i biblioteket for at høre om slutningen. Hun kan stadig ikke beslutte sig og synger om ordenes og musikkens uadskillelighed. Hun ser sig selv i spejlet for at træffe en beslutning. Major-Domo annoncerer, at middagen er parat, hvorefter operaen slutter.

## Optagelser
| År   | Medvirkende: Grevinde, Grev Flamand, Olivier, La Roche, Clairon                                              | Dirigent, Operahus og orkester                                                                               | Pladeselskab                                                       |
| ---- | --- | --- | ------------------------------------------------------------------ |
| 1960 | Elisabeth Schwarzkopf, Hermann Uhde, Anton Dermota, Walter Berry, Paul Schöffler, Christel Goltz             | Karl Böhm, Wiener Staatsoper (Indspilning af en opførelse på Wiener Staatsoper, 15. maj)                     | Audio CD: Omega Opera Arkiv Cat: 1566 (& 1113 & 3.398)             |
| 1964 | Lisa Della Casa, Robert Kerns, Waldemar Kmentt, Walter Berry, Otto Wiener, Christa Ludwig                    | Georges Prêtre, Wiener Staatsoper (Indspilning af en opførelse på Wiener Staatsoper, marts)                  | Audio CD: Omega Opera Arkiv Cat: 1540 (& 1308) Orfeo Kat: C 734082 |
| 1971 | Gundula Janowitz, Dietrich Fischer-Dieskau, Peter Schreier, Hermann Prey, Karl Ridderbusch, Tatiana Troyanos | Karl Böhm, Sinfoniorkester des Bayerischen Rundfunks                                                         | Audio CD: DG Cat: 445 347-2 og 445 491-2                           |
| 1983 | Gundula Janowitz, Hans Helm, Peter Schreier, Gottfried Hornik, Theo Adam, Christa Ludwig                     | Heinrich Hollreiser, Wiener Staatsopers orkester ( Indspilning af en opførelse på Wiener Staatsoper, 2. maj) | Kassette: Cat: Lyric Distribution ALD 2076                         |
| 1994 | Kiri Te Kanawa, Håkan Hagegård, Uwe Heilmann, Olaf Bär, Victor von Halem, Brigitte Fassbaender               | Ulf Schirmer, Wiener Philharmonier                                                                           | Audio CD: Cat: Decca (London) Kat: 444 405-2                       |
| 2004 | Renée Fleming, Dietrich Henschel, Rainer Trost, Gerald Finley, Franz Hawlata, Anne Sofie von Otter           | Ulf Schirmer, L'Nationaloperaen i Paris (Indspilning af en opførelse på Palais Garnier, juli)                | DVD: Cat: TDK DVWW Cat: OPCAPR                                     |